# Luiz Dulci
Luiz Soares Dulci (Santos Dumont, 7 de enero de 1956) es un profesor, sindicalista y político brasileño del Partido de los Trabajadores (PT).

## Carrera
Fue el secretario general de la Presidencia de la República en el gobierno de Lula da Silva. Fue uno de los fundadores del PT, en 1980. Coordinó, junto a Lula y otros sindicalistas, el movimiento que llevó a la formación del partido.
Dulci se formó en Letras Clásicas por la Universidad Federal de Río de Janeiro. En 1974 comenzó a enseñar literatura y portugués, con énfasis en la educación de adultos.
Se convirtió en un militante del movimiento sindical de los profesores en Río y Minas Gerais, coordinando las primeras grandes huelgas de los trabajadores de la Enseñanza Pública. También ayudó a fundar la CUT (Central Única de los Trabajadores), en 1983. Integró a la ejecutiva nacional del PT desde su fundación hasta asumir la Secretaría General de la Presidencia. El último cargo ocupado por él en el partido había sido la secretaría general.
Dulci fue diputado federal en la primera bancada del PT en la Cámara de Diputados, a partir de 1982, presidiendo la comisión de trabajo y legislación social. Trabajó en la prefectura de Belo Horizonte en las gestiones de Patrus Ananias y Célio de Castro.
Presidió también la Fundación Perseo Abramo, vinculada al PT, entre 1996 y 2003. Fue uno de los coordinadores de la campaña de Lula a la presidencia en 2002, y es amigo personal del expresidente.

## Condecoraciones
El 23 de julio de 2003 recibió la Gran Cruz de la Orden del Infante Don Enrique de Portugal.